# Theater der Klänge
Das Theater der Klänge ist ein Musik- und Tanztheater, das am 10. Mai 1987 in Düsseldorf gegründet wurde. Dieses Theater versteht sich als Ensemblekollektiv verschiedener in Gemeinschaft kreierender Künstler. Die beiden Gründungsmitglieder Jörg Udo Lensing (Komponist und Regisseur) und Jacqueline Fischer (Tänzerin und Choreografin) arbeiten dazu seit 1987 in fast allen Produktionen zusammen.

## Geschichte und Konzept
Jörg U. Lensing ist künstlerischer Leiter dieses Theaters und hat als solcher in fast allen Produktionen Regie geführt und zum Teil choreografiert. Seit 1987 – kurz nach Gründung des Ensembles – ist der Komponist Thomas Neuhaus dabei, der, neben einigen instrumentalen Theatermusiken,  hauptsächlich in Produktionen des Theaters der Klänge involviert ist, wenn es um die Einbindung von elektronischer Musik geht. Dies geschieht seit 2001 zunehmend in interaktiver Form und verbindet sich intermedial mit interaktiven Videoinstallationen, als szenographisches Konzept für eine reagierende Bühnenumgebung, bereitgestellt vornehmlich für in diesem sensorisierten Raum agierende Tänzer-Performer.

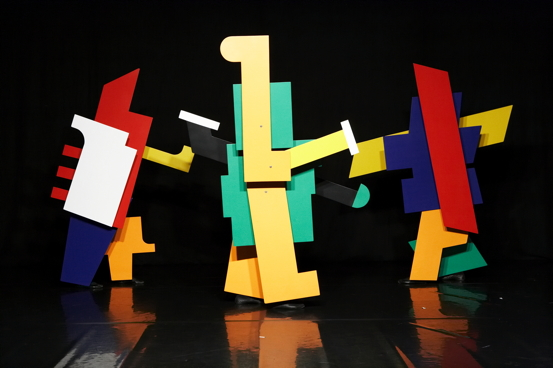
Das mechanische Ballet (2009).

Der künstlerische Weg des Theaters der Klänge ist charakterisiert durch drei Hauptlinien:
1. Die Beschäftigung mit prototypischen Charakteren, verstärkt durch die profunde Einbindung von Masken in den Produktionen „Das mechanische Ballett“, „Die barocke Maskenbühne“, „November“, „Reden ist Silber …“, „LUDUS DANIELIS“, „Die Vögel“, „Die Neuberin“ und „TRIAS-Das triadische Ballett“.
2. Die Beschäftigung mit musikalisiertem Theatertext in den Produktionen „Die Küche“, „November“, „Reden ist Silber …“, „LUDUS DANIELIS“, „Die Vögel“, „Die Neuberin“, „Megalopolis“, „Gregorius“ und „Johnnys Jihad“.
3. Interaktive Intermedialität und Tanz in den Produktionen „Figur und Klang im Raum“, „Megalopolis“, „Modul|a|t|o|r“, „PCI“, „HOEReographien“, „SUITE intermediale“, „VANITAS“ und „CODA“

2007 entstand die bisher einzige Produktion des Theaters, welche nicht von Jörg U. Lensing als Regisseur geleitet wurde: „Ich ist ein anderer“ von Jacqueline Fischer. Diese Produktion, wie die 1999er-Produktion „Das Opfer“ stellen Ausnahmen im Schaffen des Theaters der Klänge dar, da sie sich beide mit aktuellen zeitgenössischen Ansätzen des Tanztheaters bei Jacqueline Fischer und des „physical theaters“ bei Jörg U. Lensing beschäftigten.
Die Bühnenansätze des Bauhauses (Oskar Schlemmer, Kurt Schmidt, Laszlo Moholy-Nagy) beeinflussten das Theater der Klänge genauso stark, wie die Beschäftigung mit der Commedia dell’arte sowie mit asiatischen Tanz- und Maskentheaterformen. Aktuell sieht sich das Theater der Klänge eingebunden in einen Diskurs über komponiertes zeitgenössisches Musiktheater, wie Intermedialität als szenographische Form.
Zusätzlich zu den Bühnenkreationen publizierte das THEATER DER KLÄNGE bisher zwei Musik-CDs, drei Hörbücher, zwei Bildbände und einen Spielfilm (DVD: Gregorius). 2012/13 gab es eine halbjährige Einzelausstellung zu „25 Jahre THEATER DER KLÄNGE“ im Theatermuseum der Stadt Düsseldorf.

## Medien
- CD Bauhaus Bühnenmusik – Fenn Musik – 1997

- CD Hörbuch „Die Neuberin – Die Passion einer deutschen Prinzipalin“ – HörZeichen Verlag – 1999, ISBN 3-934492-16-9.

- CD Hörbuch „Megalopolis – Abgesänge auf die großen Städte“ – HörZeichen Verlag – 2002, ISBN 3-934492-25-8.

- DVD  „18 Jahre Theater der Klänge“ – THEATER DER KLÄNGE – 2005.

- CD Hörbuch „teufels kreise“ – HörZeichen Verlag – 2006, ISBN 3-934492-40-1.

- CD „ich ist ein anderer“ (Bühnenmusik) – THEATER DER KLÄNGE – 2008.

- DVD „Soundness“ (Tanzfilm) – Reflektor I Klangfilme / FH-Dortmund – 2008.

- DVD  „VANITAS Dance Clips“ / Reflektor IV – FH-Dortmund – 2012.

- DVD „Gregorius auf dem Stein“ (Spielfilm) – THEATER DER KLÄNGE/Estampie – 2012.

- Doppel – DVD – „Die intermedialen Arbeiten“ – THEATER DER KLÄNGE – 2013.

- DVD „ bauhaus bühne & tanz 2 – Ludwig Hirschfeld-Mack, Wassily Kandinsky, Kurt Schmidt, Lothar Schreyer“ – absolut medien -2014, ISBN 978-3-89848-455-8.

## Ausstellungen
- 10 Jahre Theater der Klänge / Theatermuseum Düsseldorf – 1997.

- Bauhausbühne Dessau / Stiftung bauhaus Dessau – 2008.

- Das Bauhaus kommt aus Weimar / Bauhausmuseum Weimar – 2009.

- Danser sa vie / Centre Georges Pompidou – 2011.

- 25 Jahre THEATER DER KLÄNGE / Theatermuseum Düsseldorf 2012/13

- Mensch – Raum – Maschine / Stiftung bauhaus Dessau – 2014.

- Sensing the Future: Moholy-Nagy, Media and the Arts – Plug In Institute of Contemporary Art Winnipeg (Kanada) und Bauhaus-Archiv Berlin – 2014.

- Bauhausbühne: Aneignungen. Originale. Weiterführungen. / ACC-Galerie Weimar und Theatermuseum Düsseldorf – 2019